# Juan Eusebio Torrent
Juan Eusebio Torrent (Corrientes, 25 de diciembre de 1834 - Buenos Aires, 23 de julio de 1901) fue un político argentino, que ejerció como diputado, senador y miembro de la Corte Suprema de Justicia de la Nación. Fue uno de los más destacados aliados del presidente Bartolomé Mitre en la Provincia de Corrientes y candidato a vicepresidente en la fórmula encabezada por este en 1874.

## Biografía
Era hermano de Luciano Torrent, que participó en la sanción de la Constitución Argentina de 1853, y de Victorio Torrent, gobernador de la provincia de Corrientes. Estudió derecho en la Universidad de Buenos Aires, recibiéndose de abogado en 1855.
Participó en la revolución del 11 de septiembre de 1852 y regresó a Corrientes en 1855. Fue uno de los fundadores del partido liberal correntino, heredero de la tradición de los unitarios de esa provincia. Reunió en el mismo a los enemigos del presidente Urquiza y secundó al gobernador Juan Pujol.
Escribiendo en el periódico La Libertad – que dirigió junto con José Benjamín de la Vega – y como legislador provincial comandó la oposición al gobierno del federal José María Rolón. Tuvo una actuación destacada en los actos de violencia que predominaron en las elecciones que ganaron los federales en 1861, y poco después apoyó la revolución de diciembre de ese año, que derrocó a Rolón.
Fue ministro de gobierno del gobernador José Pampín, elegido por una parte de la legislatura para reemplazarlo. En 1862 fue elegido diputado nacional por el partido del presidente Bartolomé Mitre.
Renunció a su banca en 1865, para acompañar al general Wenceslao Paunero como secretario privado en la campaña con la que este fracasó en recuperar la capital de la provincia durante la invasión paraguaya de Corrientes, con la que se inició la Guerra del Paraguay; también acompañó a Paunero en la marcha hacia el oeste, hasta el sitio de Uruguayana.
Al año siguiente fue enviado por Mitre como embajador a Río de Janeiro para coordinar las acciones internacionales destinadas a apoyar la guerra. En 1868 participó en la revolución contra el gobernador Evaristo López y fue candidato a gobernador para sucederlo, pero fue vencido por José Miguel Guastavino, que poco después dejó el cargo a Santiago Baibiene.
En 1871 fue elegido senador nacional, y se destacó como enemigo del presidente Sarmiento. Apoyó desde Buenos Aires la revolución de 1872 en su provincia.
En el año 1874 fue candidato a la vicepresidencia, en la fórmula presidida por Mitre, que resultó derrotada por Nicolás Avellaneda y Mariano Acosta. Esa derrota causó la revolución de 1874, que organizó su partido a nivel nacional; Torrent fracasó en expandirla a su provincia.
Apoyó la Revolución de 1880 y se negó a trasladarse con el resto del Congreso a Belgrano, por lo que fue separado de su cargo.
En 1890 fue uno de los fundadores de la Unión Cívica y participó en la organización de la Revolución del Parque. Tras la formación de la Unión Cívica Radical se mantuvo del lado del expresidente Mitre y apoyó al presidente Luis Sáenz Peña, que lo nombró ministro de la Corte Suprema de Justicia de la Nación.
Falleció en Buenos Aires en julio de 1901.